# زمان معکوس
زمان معکوس فیلمی به کارگردانی انور ابلوچ، نویسندگی چنگیز عبداله‌یف و تهیه‌کنندگی صدرا عبداللهی در سال ۱۳۸۹ محصول مشترک کشورهای ایران و جمهوری آذربایجان است و سرمایه‌گذارها ایوب دانشور و صدرا عبداللهی از بخش خصوصی ایران می‌باشند.

## خلاصه فیلم
زمان معکوس داستان ناظم علی‌اوف (پلیس آذربایجانی) است که در کش‌وقوس زندگی دچار مشکلات کاری می‌شود. تلاش او برای گشودن گره‌های زندگی خود و پدرش، باعث می‌شود به ایران سفر کند.